# Josep Piquer i Pellicer
Josep Piquer i Pellicer (Avinyó, 16 d'abril de 1916 - Mollet del Vallès, 30 de juliol 1936) fou un requeté català.

## Biografia
Va néixer el 16 d'abril de 1916 a Avinyó (Barcelona) en el si d'una família benestant.Era fill del pedagog català Lluís Piquer i Jové. Va estudiar Batxillerat en el col·legi dels Pares Franciscans de Balaguer i posteriorment peritatge tèxtil a l'Escola Industrial de Terrassa. Va ser un dels fundadors de la Federació de Joves Cristians a Parets del Vallès. Era Terciari Franciscà i Apòstol de la Joventut, fidelment secundat pel seu germà Àngel. En el moment de la seva mort treballava en les oficines de la fàbrica La Linera a Parets del Vallès.
L'any 1931, ell i el seu germà Ángel (que vivien aleshores a Tarragona) van ser perseguits i detinguts, per haver defensat les processons. La família es trasllada a Parets del Vallès, ja que era un poble on ningú els còneixia i volien passar desapercebuts, però el germà gran en Josep Maria va cantar Missa al poble, la familia va quedar definitivament assenyalats com a catòlics, a part el pare donava classes de Catecisme a l'escola nacional.
Va establir la Federació de Joves Cristians al poble, apartant a la joventut de les diversions més mundanes i dirigint-la a un teatre catòlic organitzat per ell a casa seva. Va formar també una "schola cantorum" per als cants religiosos, concerts populars i caramelles, traslladant-se fins i tot a Mollet i altres pobles. Era professor de violí, i tocava el cornetí.
En les eleccions de la República va treballar amb entusiasme pel triomf de les dretes, cosa que va aconseguir, formant part del partit Comunió Tradicionalista. Va assistir a actes tradicionalistes on va ser ascendit a sergent comandant de tots els requetés de la comarca del Vallès Oriental.
Durant molt de temps va anar elaborant informes sobre els seus veïns, anotava si eren bons cristians o no, també assenyalava els anarquistes, i gent que estava a favor de la República, juntament amb el seu pare i el seu germà.
El 18 i 19 de juliol de 1936 es va sumar a l'Alzamiento Nacional, ja que la seva família habia estat financiant a un grup de requetés de Granollers i van intentar la sublevació de Granollers sense èxit, ja que els milicians de Granollers els van poder fer fora.
Després d'aquest acte fallit es van tenir d'amagar, ell i el seu germà àngel es van amagar en uns camps de blat, el seu pare es va amagar a Ca l'Orlau a Lliçà, els dos fills es reuniren amb el pare el dia 23 de juliol, amb l'impossibilitat de fugir enlloc es van estar a casa fins al dia 26 de juliol, día en que Joan Almirall els va alertar que gent de Granollers els buscaven, veient la situació varen decidir d'anar a casa d'uns familiars a Barcelona, van estar buscant vies d'escapament, ja que totes les carreteres estaven controlades,i el día 28 de juliol a la una de la matinada van ser interceptats per un control a Santa Perpetúa de la Mogoda, aquests els van lliurar al Comité de Montcada i Reixach, tenien ordres d'executar-los però l'encarregat de fer-ho havia jugat a fútbol amb l'Àngel i va decidir d'entregar-los al comité de Parets, on van arribar a la tarda.
El comité de Parets els van fer firmar un document en el que quedaven sota les ordres del comité de Parets, Amadeu Pagès i Xartó no els va voler executar tal com tenia ordres i els va dir que podien tornar a casa, però que no podien abandonar el poble.
El 30 de juliol de 1936 va entrar a Parets 30 membres del comité de Granollers, que el van detenir juntament amb el seu pare i el seu germà Àngel, on aquella mateixa nit els van afusellar a Can Valls, al terme municipal de Mollet del Vallès, les ultimes paraules que va pronunciar van ser " Viva Cristó Rey"